# Cathartesaura anaerobica
Cathartesaura anaerobica (gr. “lagarto buitre de Anaeróbicos S.A.”) es la única especie conocida del género extinto Cathartesaura dinosaurio saurópodo rebaquisáurido, que vivió a mediados del período Cretácico, hace aproximadamente entre 99,6 y 93,5 millones de años, en el  Cenomaniense, en lo que es hoy Sudamérica. Cathartesaura, de mediano tamaño para un saurópodo, fue contemporáneo con los más grandes dinosaurios, y es uno de los últimos diplodocoideos conocidos.

## Descripción
Cathartesaura es un saurópodo de tamaño medio que alcanzó los 17 metros de largo, 6 de alto y las 15 toneladas de peso. El cuerpo era en principio como el de cualquier herbívoro de cuello largo con vértebras de espinas altas, que podrían haber almacenado grasa y líquidos como un camello. Este cuello muy musculoso limitaba los movimientos dorso-ventrales, así como la falta de zonas de bloqueo (hipósfeno-hipantro) en las articulaciones de las vértebras dorsales, daban una buena movilidad al torso. En los mismos niveles se hallaron restos fragmentarios de terópodos Carcharodontosauridae, dientes de terópodos abelisáuridos y placas de dipnoos ceratodóntidos. Se hallaron en la misma área (aunque en la infrayacente Formación Candeleros) una cantidad grande de fauna que se halla en estudio e incluye manirraptores como Buitreraptor, serpientes con patas como Najash rionegrina, reptiles esfenodontes como Priosphenodon avelasi, y también mamíferos y tortugas. Contemporáneos suyos fueron los grandes titanosauriformes como Argentinosaurus y Andesaurus y carcarodontosáuridos como Giganotosaurus, además de abelisáuridos como Ekrixinatosaurus.

## Descubrimiento e investigación

### El hallazgo
El esqueleto parcial de Cathartesaura anaerobica.holotipo MPCA-232. fue encontrado en rocas de la base de la Formación Huincul, en La Buitrera, Provincia del Río Negro, Argentina. El hallazgo fue realizado por la familia Avelás, de la cercana de la localidad de Cerro Policía, quienes condujeron al equipo de exploración liderado por los paleontólogos Sebastián Apesteguía y Pablo A. Gallina del Museo Argentino de Ciencias Naturales de Buenos Aires y de la Fundación de Historia Natural Félix de Azara, con la colaboración de un numeroso equipo que incluyó al paleoartista Jorge González, Fabián González, y los paleontólogos Silvina de Valais, Ana Carignano, Federico Agnolín, Agustín Scanferla, Alejandro Haluza y Augusto Haro. Los primeros restos fueron una supuesta vértebra cervical de 120 centímetros, un fémur y algunos otros huesos indicativos, como costillas y piezas de la cola. Las expediciones se sucedieron entre 1999 y 2002 y allí encontraron restos de Cathartesaura y de otra fauna asociada. Los fósiles incluían vértebras, ilion, fémur, escápula y otras partes del esqueleto en forma asociada, aunque no articulada. Esos fueron preparados por 5 años en los laboratorios de Buenos Aires utilizando insumos provistos por la empresa ANAREOBICOS S. A. El conjunto está depositado en el Museo Provincial Carlos Ameghino, de la localidad de Cipolletti, en la Provincia de Río Negro. El nombre de género es un juego de palabras que proviene de la denominación científica de los buitres americanos llamados científicamente Cathartes  y a la vez la forma femenina del griego por reptil, “saura”. El nombre le fue dado ya que el lugar donde fue encontrado, La Buitrera, es un sitio de anidación de estas aves, y donde son muy abundantes. El epíteto de especie es en agradecimiento a la empresa que facilitara los insumos para su preparación. Aunque originalmente La Buitrera era un pequeño cañón rocoso, los años de investigación del equipo de Apesteguía demostraron que la fauna de La Buitrera involucraba varias decenas de kilómetros de afloramientos.

#### «El Gigante de Río Negro»
Los paleontólogos que estudiaron inicialmente los fósiles indicaron que pertenecían a la familia de los titanosaurianos, y fue apodado el «Gigante de Río Negro», pero tras la preparación se indicó que se trataba de un diplodocoideo del grupo de los rebaquisáuridos. Aunque en campo los investigadores creyeron reconocer una gran vértebra cervical de 120 centímetros, lo que llevaba al animal a unos 40 metros en longitud (también se había  estimado con más de 50 metros en longitud), con una altura de más de 10, la vértebra no era tal. Como un juego de la preservación, al limpiar los restos vieron que se trataba realmente de un fémur con una escápula adosada por encima, dando la impresión de una gran vértebra. Aunque se pensó que por su tamaño, el Gigante de Río Negro rivalizaría con Argentinosaurus y otros saurópodos gigantes, el estudio en laboratorio demostró que se trataba de un dinosaurio mucho más pequeño, del rango de los 15 metros de largo, y de una familia diferente, la de los rebaquisáuridos.
Desde su descubrimiento en 1999 y la información de los medios en enero de 2000, este dinosaurio fue colectado en su mayor parte, preparado y estudiado. Su nombre científico es Cathartesaura anaeróbica, pero pasó a la historia como el "Gigante de Río Negro". Fue estudiado por Pablo Gallina y Sebastián Apesteguía en 2005.

## Clasificación
Cathartesaura se clasifica como un Rebbachisauridae, emparentado con el africano Rebbachisaurus y los también sudamericanos Limaysaurus y Rayososaurus. Hasta hace muy poco tiempo, se conocía a este tipo de dinosaurios solamente de sedimentos africanos. En los últimos años, sus restos comenzaron a aparecer en la Argentina, permitiendo observar que estos dinosaurios, cuya presencia se desconocía, habían sido abundantes en la Patagonia hacia principios del Cretácico Superior, antes de que fueran remplazados por titanosáuridos.

### Filogenia
En 2015, Frederico Fanti y sus colegas revisaron el género Tataouinea. Su nuevo análisis filogenético de Rebbachisauridae transfiere parte de los géneros del clado Limaysaurinae al de Rebbachisaurinae, pero mantiene Cathartesaura entre los Limaysaurinae en un grupo hermano del género Limaysaurus.
|  | Cathartesaura |
|  |               |
|  | Limaysaurus   |
|  |               |

|  | Nigersaurus                                                                                   |
|  |                                                                                               |
|  | \| \| Rebbachisaurus \| \| \| \| \| \| Demandasaurus \| \| \| \| \| \| Tataouinea \| \| \| \| |
|  |                                                                                               |
|  | Rebbachisaurus                                                                                |
|  |                                                                                               |
|  | Demandasaurus                                                                                 |
|  |                                                                                               |
|  | Tataouinea                                                                                    |
|  |                                                                                               |

|  | Rebbachisaurus |
|  |                |
|  | Demandasaurus  |
|  |                |
|  | Tataouinea     |
|  |                |

|  | Nigersaurus                                                                                   |
|  |                                                                                               |
|  | \| \| Rebbachisaurus \| \| \| \| \| \| Demandasaurus \| \| \| \| \| \| Tataouinea \| \| \| \| |
|  |                                                                                               |
|  | Rebbachisaurus                                                                                |
|  |                                                                                               |
|  | Demandasaurus                                                                                 |
|  |                                                                                               |
|  | Tataouinea                                                                                    |
|  |                                                                                               |

|  | Rebbachisaurus |
|  |                |
|  | Demandasaurus  |
|  |                |
|  | Tataouinea     |
|  |                |

|  | Cathartesaura |
|  |               |
|  | Limaysaurus   |
|  |               |

|  | Nigersaurus                                                                                   |
|  |                                                                                               |
|  | \| \| Rebbachisaurus \| \| \| \| \| \| Demandasaurus \| \| \| \| \| \| Tataouinea \| \| \| \| |
|  |                                                                                               |
|  | Rebbachisaurus                                                                                |
|  |                                                                                               |
|  | Demandasaurus                                                                                 |
|  |                                                                                               |
|  | Tataouinea                                                                                    |
|  |                                                                                               |

|  | Rebbachisaurus |
|  |                |
|  | Demandasaurus  |
|  |                |
|  | Tataouinea     |
|  |                |

|  | Nigersaurus                                                                                   |
|  |                                                                                               |
|  | \| \| Rebbachisaurus \| \| \| \| \| \| Demandasaurus \| \| \| \| \| \| Tataouinea \| \| \| \| |
|  |                                                                                               |
|  | Rebbachisaurus                                                                                |
|  |                                                                                               |
|  | Demandasaurus                                                                                 |
|  |                                                                                               |
|  | Tataouinea                                                                                    |
|  |                                                                                               |

|  | Rebbachisaurus |
|  |                |
|  | Demandasaurus  |
|  |                |
|  | Tataouinea     |
|  |                |

|  | Cathartesaura |
|  |               |
|  | Limaysaurus   |
|  |               |

|  | Nigersaurus                                                                                   |
|  |                                                                                               |
|  | \| \| Rebbachisaurus \| \| \| \| \| \| Demandasaurus \| \| \| \| \| \| Tataouinea \| \| \| \| |
|  |                                                                                               |
|  | Rebbachisaurus                                                                                |
|  |                                                                                               |
|  | Demandasaurus                                                                                 |
|  |                                                                                               |
|  | Tataouinea                                                                                    |
|  |                                                                                               |

|  | Rebbachisaurus |
|  |                |
|  | Demandasaurus  |
|  |                |
|  | Tataouinea     |
|  |                |

|  | Nigersaurus                                                                                   |
|  |                                                                                               |
|  | \| \| Rebbachisaurus \| \| \| \| \| \| Demandasaurus \| \| \| \| \| \| Tataouinea \| \| \| \| |
|  |                                                                                               |
|  | Rebbachisaurus                                                                                |
|  |                                                                                               |
|  | Demandasaurus                                                                                 |
|  |                                                                                               |
|  | Tataouinea                                                                                    |
|  |                                                                                               |

|  | Rebbachisaurus |
|  |                |
|  | Demandasaurus  |
|  |                |
|  | Tataouinea     |
|  |                |

|  | Cathartesaura |
|  |               |
|  | Limaysaurus   |
|  |               |

|  | Nigersaurus                                                                                   |
|  |                                                                                               |
|  | \| \| Rebbachisaurus \| \| \| \| \| \| Demandasaurus \| \| \| \| \| \| Tataouinea \| \| \| \| |
|  |                                                                                               |
|  | Rebbachisaurus                                                                                |
|  |                                                                                               |
|  | Demandasaurus                                                                                 |
|  |                                                                                               |
|  | Tataouinea                                                                                    |
|  |                                                                                               |

|  | Rebbachisaurus |
|  |                |
|  | Demandasaurus  |
|  |                |
|  | Tataouinea     |
|  |                |

|  | Nigersaurus                                                                                   |
|  |                                                                                               |
|  | \| \| Rebbachisaurus \| \| \| \| \| \| Demandasaurus \| \| \| \| \| \| Tataouinea \| \| \| \| |
|  |                                                                                               |
|  | Rebbachisaurus                                                                                |
|  |                                                                                               |
|  | Demandasaurus                                                                                 |
|  |                                                                                               |
|  | Tataouinea                                                                                    |
|  |                                                                                               |

|  | Rebbachisaurus |
|  |                |
|  | Demandasaurus  |
|  |                |
|  | Tataouinea     |
|  |                |

|  | Cathartesaura |
|  |               |
|  | Limaysaurus   |
|  |               |

|  | Nigersaurus                                                                                   |
|  |                                                                                               |
|  | \| \| Rebbachisaurus \| \| \| \| \| \| Demandasaurus \| \| \| \| \| \| Tataouinea \| \| \| \| |
|  |                                                                                               |
|  | Rebbachisaurus                                                                                |
|  |                                                                                               |
|  | Demandasaurus                                                                                 |
|  |                                                                                               |
|  | Tataouinea                                                                                    |
|  |                                                                                               |

|  | Rebbachisaurus |
|  |                |
|  | Demandasaurus  |
|  |                |
|  | Tataouinea     |
|  |                |

|  | Nigersaurus                                                                                   |
|  |                                                                                               |
|  | \| \| Rebbachisaurus \| \| \| \| \| \| Demandasaurus \| \| \| \| \| \| Tataouinea \| \| \| \| |
|  |                                                                                               |
|  | Rebbachisaurus                                                                                |
|  |                                                                                               |
|  | Demandasaurus                                                                                 |
|  |                                                                                               |
|  | Tataouinea                                                                                    |
|  |                                                                                               |

|  | Rebbachisaurus |
|  |                |
|  | Demandasaurus  |
|  |                |
|  | Tataouinea     |
|  |                |

|  | Cathartesaura |
|  |               |
|  | Limaysaurus   |
|  |               |

|  | Nigersaurus                                                                                   |
|  |                                                                                               |
|  | \| \| Rebbachisaurus \| \| \| \| \| \| Demandasaurus \| \| \| \| \| \| Tataouinea \| \| \| \| |
|  |                                                                                               |
|  | Rebbachisaurus                                                                                |
|  |                                                                                               |
|  | Demandasaurus                                                                                 |
|  |                                                                                               |
|  | Tataouinea                                                                                    |
|  |                                                                                               |

|  | Rebbachisaurus |
|  |                |
|  | Demandasaurus  |
|  |                |
|  | Tataouinea     |
|  |                |

|  | Nigersaurus                                                                                   |
|  |                                                                                               |
|  | \| \| Rebbachisaurus \| \| \| \| \| \| Demandasaurus \| \| \| \| \| \| Tataouinea \| \| \| \| |
|  |                                                                                               |
|  | Rebbachisaurus                                                                                |
|  |                                                                                               |
|  | Demandasaurus                                                                                 |
|  |                                                                                               |
|  | Tataouinea                                                                                    |
|  |                                                                                               |

|  | Rebbachisaurus |
|  |                |
|  | Demandasaurus  |
|  |                |
|  | Tataouinea     |
|  |                |

|  | Cathartesaura |
|  |               |
|  | Limaysaurus   |
|  |               |

|  | Nigersaurus                                                                                   |
|  |                                                                                               |
|  | \| \| Rebbachisaurus \| \| \| \| \| \| Demandasaurus \| \| \| \| \| \| Tataouinea \| \| \| \| |
|  |                                                                                               |
|  | Rebbachisaurus                                                                                |
|  |                                                                                               |
|  | Demandasaurus                                                                                 |
|  |                                                                                               |
|  | Tataouinea                                                                                    |
|  |                                                                                               |

|  | Rebbachisaurus |
|  |                |
|  | Demandasaurus  |
|  |                |
|  | Tataouinea     |
|  |                |

|  | Nigersaurus                                                                                   |
|  |                                                                                               |
|  | \| \| Rebbachisaurus \| \| \| \| \| \| Demandasaurus \| \| \| \| \| \| Tataouinea \| \| \| \| |
|  |                                                                                               |
|  | Rebbachisaurus                                                                                |
|  |                                                                                               |
|  | Demandasaurus                                                                                 |
|  |                                                                                               |
|  | Tataouinea                                                                                    |
|  |                                                                                               |

|  | Rebbachisaurus |
|  |                |
|  | Demandasaurus  |
|  |                |
|  | Tataouinea     |
|  |                |

|  | Cathartesaura |
|  |               |
|  | Limaysaurus   |
|  |               |

|  | Nigersaurus                                                                                   |
|  |                                                                                               |
|  | \| \| Rebbachisaurus \| \| \| \| \| \| Demandasaurus \| \| \| \| \| \| Tataouinea \| \| \| \| |
|  |                                                                                               |
|  | Rebbachisaurus                                                                                |
|  |                                                                                               |
|  | Demandasaurus                                                                                 |
|  |                                                                                               |
|  | Tataouinea                                                                                    |
|  |                                                                                               |

|  | Rebbachisaurus |
|  |                |
|  | Demandasaurus  |
|  |                |
|  | Tataouinea     |
|  |                |

|  | Nigersaurus                                                                                   |
|  |                                                                                               |
|  | \| \| Rebbachisaurus \| \| \| \| \| \| Demandasaurus \| \| \| \| \| \| Tataouinea \| \| \| \| |
|  |                                                                                               |
|  | Rebbachisaurus                                                                                |
|  |                                                                                               |
|  | Demandasaurus                                                                                 |
|  |                                                                                               |
|  | Tataouinea                                                                                    |
|  |                                                                                               |

|  | Rebbachisaurus |
|  |                |
|  | Demandasaurus  |
|  |                |
|  | Tataouinea     |
|  |                |